# Galaxia espiral M100
Messier 100 (también conocido como NGC 4321) es una galaxia espiral a unos 52,5 millones de años luz en la constelación Coma Berenices. Fue descubierta por Pierre Méchain en 1781. Es una de las galaxias más grandes y brillantes en el cúmulo de Virgo, con una luminosidad similar a la de la galaxia de Andrómeda. Se han identificado cinco supernovas en el M100: SN 1901B, SN 1914A, SN 1959E, SN 1979C y SN 2006X.
M100 es una galaxia con brote estelar, hallándose este concentrado en un anillo (en realidad, dos "minibrazos" espirales) alrededor del núcleo y que tiene un radio de 1 kilopársec, existiendo también una barra interna precisamente con ese radio y perfectamente alineada con la barra principal. Dicho anillo parece haber estado formando estrellas desde hace 500 millones de años en varios brotes de formación estelar separados en el tiempo.
Esta galaxia tiene también cerca al menos dos galaxias elípticas enanas: NGC 4323 y NGC 4328, estando unida con la primera por un puente de materia luminosa, y (cómo sucede con numerosas otras galaxias espirales de Virgo) presenta cierto déficit de hidrógeno neutro, el cual -excepto en su región suroeste- no llega más allá del disco estelar.
En mayo de 2019 estalló una supernova (AT 2019ehk) cerca de su núcleo.

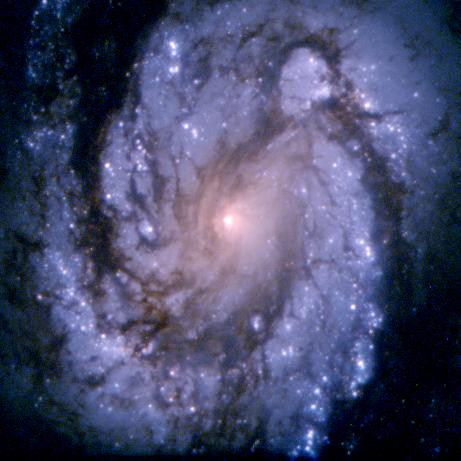
La región central de M100. Imagen tomada por el telescopio espacial Hubble.

## Curiosidades
M100 es mencionada en uno de los episodios de la serie de televisión Seaquest cómo el lugar de origen de una nave que encuentra la tripulación del submarino.